# Jakub Walenty Lewiński
Jakub Walenty Lewiński (ur. 18 października 1792 w Warszawie, zm. 17 grudnia 1867 tamże) – oficer wojsk Księstwa Warszawskiego, generał powstania listopadowego

## Pochodzenie
Jakub był synem liweranta wojskowego Józefa Stanisława i Eufrozyny Łaskiej. Pochodził z żydowskiej grupy religijnej frankistów, spolszczonej w XVIII wieku. Pierwotne nazwisko jego zamożnej rodziny kupców warszawskich brzmiało Levy, rodzina przeszła na katolicyzm w roku 1806 przyjmując dodatkowe chrześcijańskie imiona i nazwisko Lewiński.

## Kariera wojskowa
W wieku lat 15 Jakub wstąpił do armii Księstwa jako kadet, postąpił w 1808 r. na podporucznika, w 1809 na porucznika i w 1811 na kapitana. W czasie kampanii lat 1812 i 1813 Lewiński służył w kawalerii i otrzymał w czasie pierwszej z nich Order Legii Honorowej, zaś w czasie drugiej Order Virtuti Militari (srebrny). Posiadał również neapolitański Order Obojga Sycylii.
Po upadku Napoleona Lewiński powrócił do Polski jako podpułkownik i został w roku 1815 szefem sztabu kawalerii armii Królestwa Polskiego.
Odznaczony rosyjskimi Orderem św. Anny II kl. i Orderem św. Włodzimierza IV kl., a w 1830 roku został nagrodzony Znakiem Honorowym za 20 lat służby.
Po wybuchu Powstania listopadowego Lewiński natychmiast przyłączył się do insurgentów i zajął się w stopniu pełnego pułkownika organizacją kawalerii. Po bitwie pod Liwcem otrzymał Złoty Krzyż Virtuti Militari i postąpił 14 czerwca 1831 na generała brygady. Po klęsce powstania schronił się w Prusiech w Elblągu, po powrocie do Polski w 1832 r. otrzymał abszyt wojskowy i wyjechał na rok do Paryża.

## Praca urzędnicza

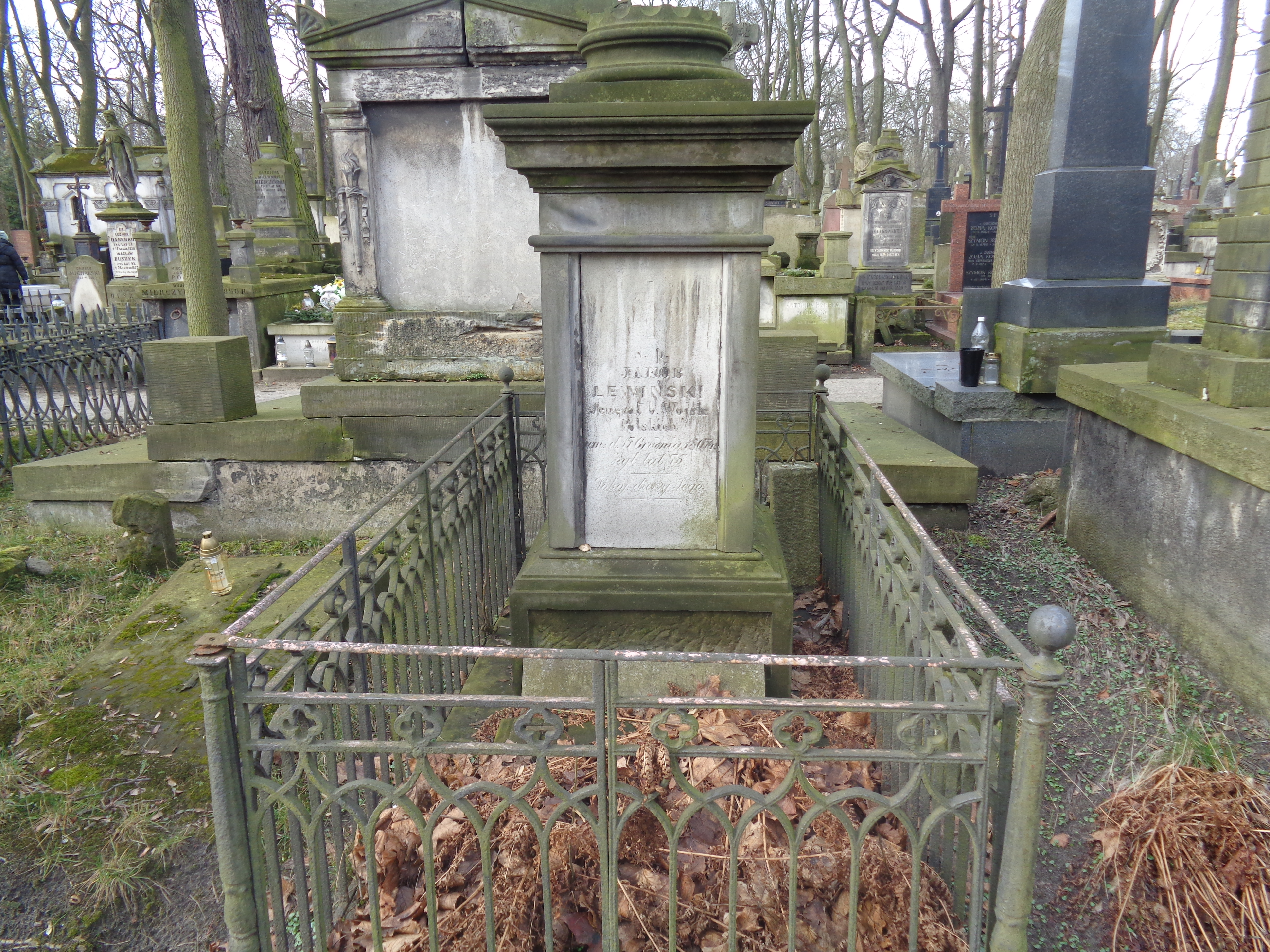
Grób Jakuba Lewińskiego na cmentarzu Powązkowskim

Ostatecznie osiadł w kraju, w Warszawie po roku 1834 i pracował w Dyrekcji Dróg i Mostów. Położył dla rodzinnego miasta niemałe zasługi – był jednym ze współzałożycieli Zachęty, członkiem Rady Stanu Kongresówki (do 10 marca 1863). 27 lutego 1861 został wybrany na członka Delegacji Miejskiej. Przewodniczył Tymczasowemu Wydziałowi Obywatelskiemu, który powstał w miejsce Delegacji Miejskiej. We wrześniu 1861 został wybrany na radnego miejskiego w Warszawie.
Zmarł nagle po powrocie z Paryża, gdzie pojechał wraz ze swą powinowatą Narcyzą Żmichowską na Wystawę Światową. Rodziny nie założył. Pochowano go na warszawskich cmentarzu Powązkowskim (kwatera 15-5-22)
Był członkiem loży wolnomularskiej Bouclier du Nord w 1818 roku, w stopniu Kawalera Wybranego.